# 세이셸의 국기

세이셸의 국기 비율 1:2

세이셸의 대통령기 비율 1:2

세이셸의 국기는 1996년 6월 18일에 제정되었다. 깃대 왼쪽 하단에서부터 오른쪽 상단까지 뻗은 파란색, 노란색, 빨간색, 하얀색, 초록색의 다섯 개의 대각선이 그려져 있다. 다섯 개의 대각선은 미래를 향한 새로운 국가의 역동성을 의미한다.
파란색은 세이셸을 둘러싸고 있는 하늘과 바다를, 노란색은 빛과 생명을 가져다 주는 태양을, 빨간색은 미래를 향한 단결과 사랑을 위해 일하는 국민들과 그들의 결의를, 하얀색은 정의와 조화를, 초록색은 세이셸의 자연환경과 풍요로운 대지를 의미한다.
세이셸의 국기는 1976년 6월 29일에 독립과 함께 처음 제정되었다. 그러나 1977년에 쿠데타가 일어난 이후에는 세이셸 인민 연합당이라는 정당의 당기에서 유래된 색인 빨간색, 하얀색, 초록색 세 가지 색으로 구성된 국기를 사용하였다.

## 색상
| 색상 | 파랑               | 노랑                 | 빨강                | 하양                  | 초록               |
| ---- | ------------------ | -------------------- | ------------------- | --------------------- | ------------------ |
| RGB  | 0–63–135 (#003F87) | 252–216–86 (#FCD856) | 214–40–40 (#D62828) | 255–255–255 (#FFFFFF) | 0–122–61 (#007A3D) |

## 이전의 국기

세이셸의 국기 (1903년-1961년)
세이셸의 총독기 (1903년-1961년)
세이셸의 국기 (1961년-1976년)
세이셸의 총독기 (1961년-1976년)
세이셸의 국기 (1976년-1977년)
세이셸의 국기 (1977년-1996년)
세이셸의 대통령기 (1977년-1996년)